# Дафні (Алабама)
Дафні (англ. Daphne) — місто (англ. city) в США, в окрузі Болдвін штату Алабама. Населення — 27 462 особи (2020).

## Географія

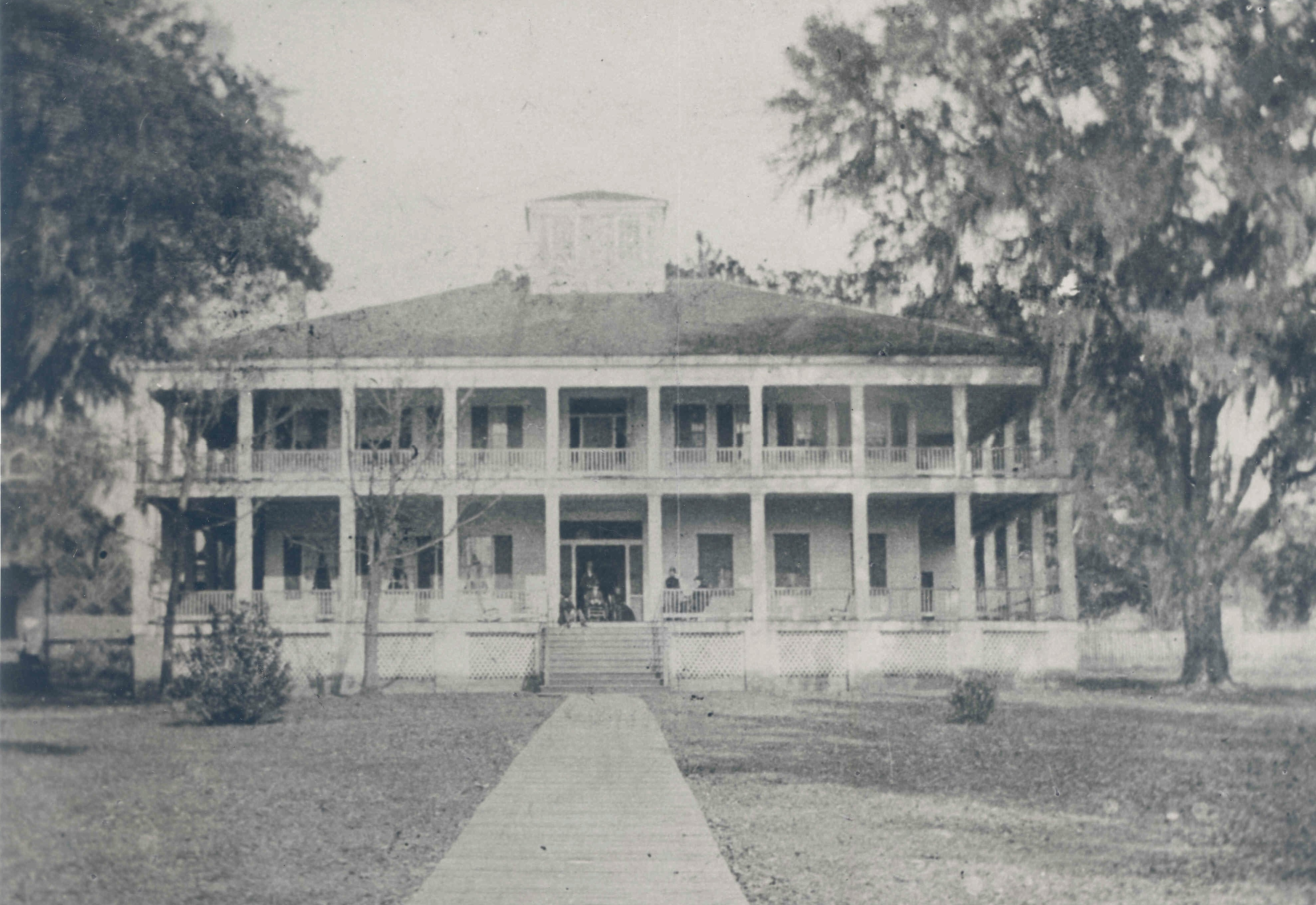
Готель Говарда (тепер Академія Бейсайд) у Дафні, близько 1900—1905 рр.. Він був побудований у 1833 році капітаном Вільямом Говардом з Коннектикуту.

Дафні розташоване за координатами 30°37′32″ пн. ш. 87°53′46″ зх. д. / 30.62556° пн. ш. 87.89611° зх. д. (30.625545, -87.895979). За даними Бюро перепису населення США в 2010 році місто мало площу 45,25 км², з яких 42,06 км² — суходіл та 3,18 км² — водойми.

## Історія
Історичні дані показують, що іспанські дослідники з'явилися в цій області ще в 1557 році. Вчені розкопали багато цінних реліквій, що вказують, що індіанці з племені семінолів жили в цій області ще до 1557 р. Поселення Дафні відомо як село ще з 1763 р.
Документи показують, що 9 квітня 1874 було фактично зареєстровано містечко (англ. town) під назвою «Дафні». На початку 1900-х років, кілька італійських сімей оселилися в Дафні і принесли з собою великий досвід у сільському господарстві і традиції їжі і вина.
Щовесни відбувається традиційний фестиваль «Festa Italiana», що приваблює туристів домашньою пастою, соусами, іншими чудовими продуктами і традиційними сімейними ремеслами.
Як місто Дафні було зареєстроване 8 липня 1927 з населенням всього 500 чоловік. Спочатку, місто Дафні було резиденцією уряду округу Болдвін.

## Демографія
Згідно з переписом 2010 року, у місті мешкало 21 570 осіб у 8889 домогосподарствах у складі 5909 родин. Густота населення становила 477 осіб/км². Було 10113 помешкання (224/км²).
Расовий склад населення:
| - 84,1 % — білих - 11,8 % — чорних або афроамериканців - 1,5 % — азіатів - 0,4 % — корінних американців - 0,1 % — вихідців з тихоокеанських островів |

До двох чи більше рас належало 1,2 %. Частка іспаномовних становила 2,9 % від усіх жителів.
За віковим діапазоном населення розподілялося таким чином: 23,2 % — особи молодші 18 років, 62,5 % — особи у віці 18—64 років, 14,3 % — особи у віці 65 років та старші. Медіана віку мешканця становила 40,1 року. На 100 осіб жіночої статі у місті припадало 93,3 чоловіків; на 100 жінок у віці від 18 років та старших — 91,5 чоловіків також старших 18 років.
Середній дохід на одне домашнє господарство становив 74 028 доларів США (медіана — 60 737), а середній дохід на одну сім'ю — 88 874 долари (медіана — 73 451). Медіана доходів становила 53 269 доларів для чоловіків та 35 587 доларів для жінок. За межею бідності перебувало 11,2 % осіб, у тому числі 14,4 % дітей у віці до 18 років та 4,9 % осіб у віці 65 років та старших.
Цивільне працевлаштоване населення становило 11 869 осіб. Основні галузі зайнятості: освіта, охорона здоров'я та соціальна допомога — 23,2 %, роздрібна торгівля — 12,1 %, мистецтво, розваги та відпочинок — 11,7 %.

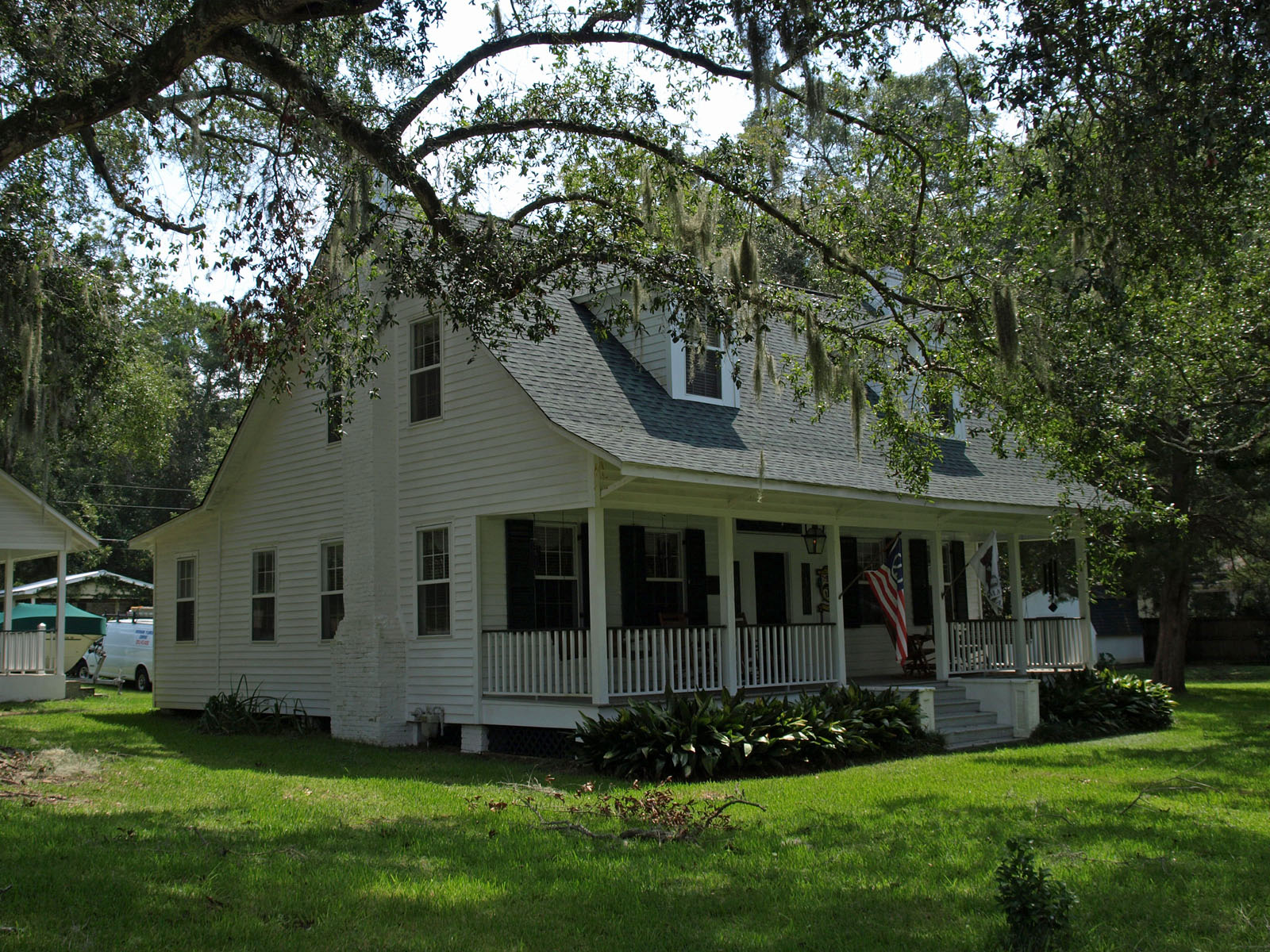
Будинок Макміллана, занесений до Національного реєстру історичних місць
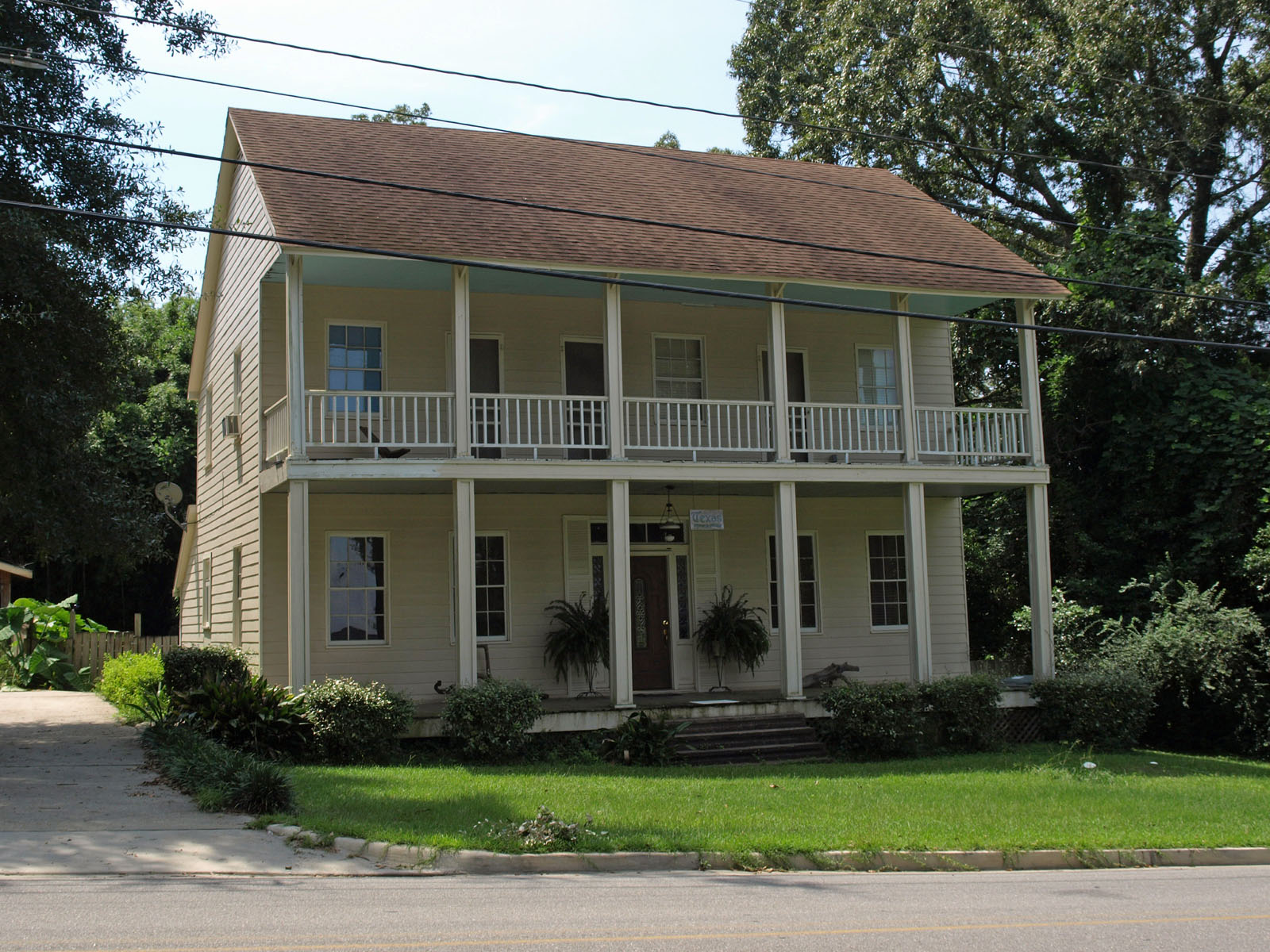
Будинок «Техас», занесений до Національного реєстру історичних місць
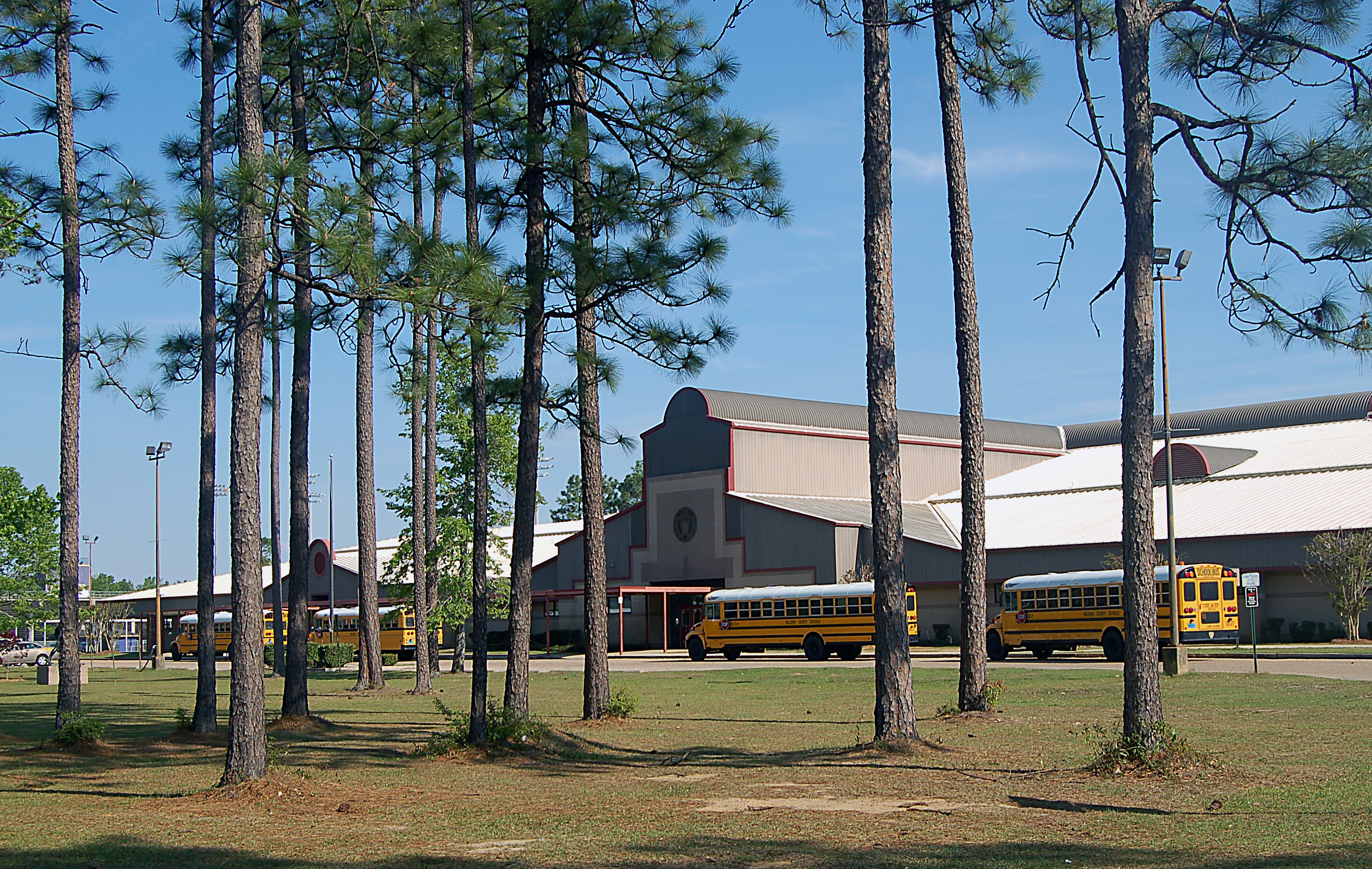
Середня школа Дафні
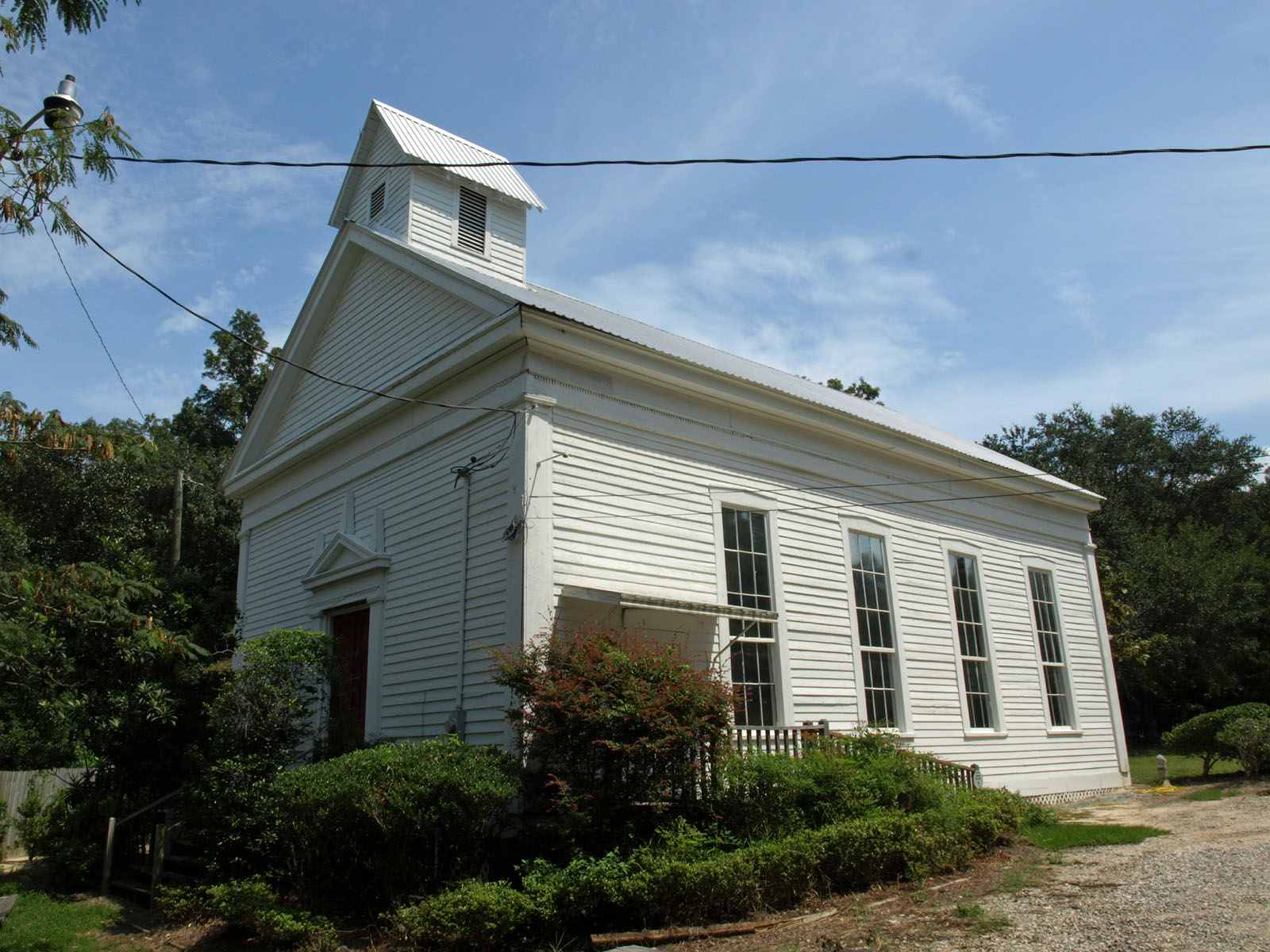
Стара методистська церква Дафні
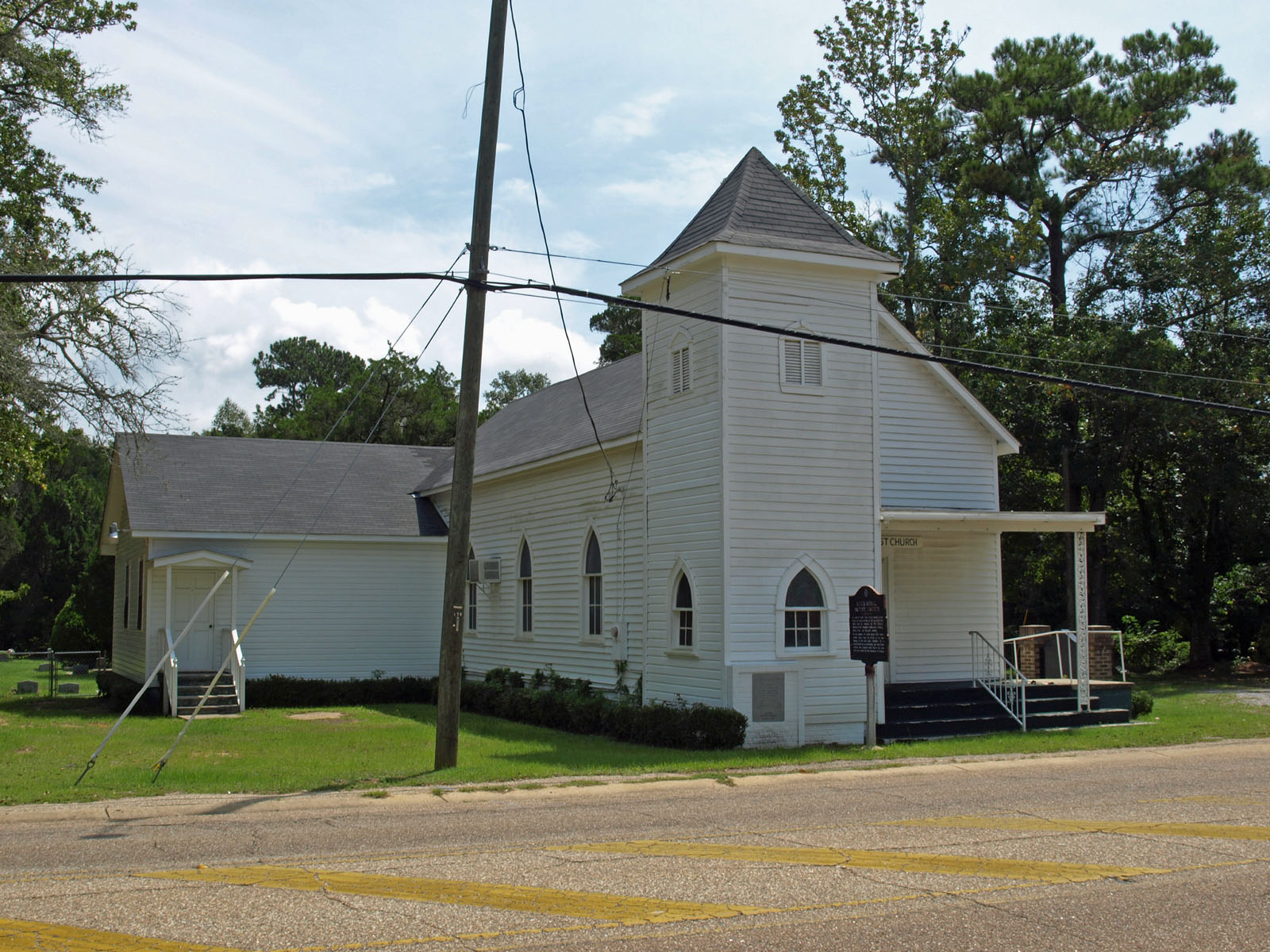
Баптистська церква Дафні